# Ordonka
Ordonka (Ordon) – struga w powiecie myszkowskim, prawy dopływ Warty o długości 6,83 km. Źródło znajduje się niedaleko Przybynowa, ujście w Masłońskim.